# Morti nel 967
| Questa pagina contiene informazioni ricavate automaticamente dalle voci biografiche con l'ausilio del template Bio e di un bot. L'aggiornamento è periodico e automatico e ricostruisce completamente la pagina. Se manca una persona in questa lista, sei pregato di non aggiungerla, ma accertati piuttosto che la sua voce biografica contenga il template Bio e che i dati anagrafici siano correttamente compilati. Se il template Bio manca, inseriscilo tu stesso o, in alternativa, metti l'avviso {{tmp\|Bio}} che ne segnala la mancanza. Se i dati riportati sono sbagliati, correggi direttamente la voce biografica; le modifiche saranno visibili in questa lista entro pochi giorni. Per chiarimenti vedi il progetto biografie. La lista contiene solo le 8 persone che sono citate nell'enciclopedia e per le quali è stato implementato correttamente il template Bio. Pagina aggiornata al 13 gen 2025. |

- 9 febbraio - Sayf al-Dawla, condottiero arabo (n. 916)
- 5 luglio - Murakami, imperatore giapponese (n. 926)
- 22 settembre - Wichmann II il Giovane, nobile tedesco
- Abū l-Faraj al-Iṣfahānī, poeta e letterato arabo (n. 897)
- Abū ʿAlī Ismāʿīl b. al-Qāsim, filologo arabo (n. 901)
- Alcabizio, matematico e astrologo arabo
- Dubh di Scozia, re
- Li Cheng, pittore cinese (n. 919)